# Jordan Heath
Jordan Heath (Rochester, 20 agosto 1991) è un cestista statunitense, professionista in Europa.

## Palmarès
- Campionato svizzero: 1

BBC Monthey: 2016-17